# Jean-Louis Gouraud
Jean-Louis Gouraud (* 2. März 1943 in Paris) ist ein französischer Journalist, Herausgeber und Schriftsteller.
Im Alter von achtzehn Jahren gründete er einen Verlag, der unter anderem Reiseführer herausbrachte. Außerdem schrieb er für  Le Figaro, Aurore und Combat. Von 1968 bis 1975 war er Mitarbeiter und zeitweise Chefredakteur der Jeune Afrique. 1986 schuf er die Reihe Caracole, die sich mit über 50 Titeln dem Thema Pferd widmete, 2003 kam bei Éditions du Rocher die Reihe Cheval-Chevaux hinzu. In den Werken dieser Reihe wird die Rolle des Pferdes in der Geschichte, der Literatur und den Biographien in den Vordergrund gestellt.
Neben zahlreichen anderen Reisen auf verschiedene Kontinente unternahm Jean-Louis Gouraud 1990 den Versuch, von Paris nach Moskau zu reiten. Er legte mit seinen beiden Reitpferden die 3333 km in 75 Tagen zurück.
Seine Erzählung Serko, die den 9000-km-Ritt des Kosaken Dimitri Pechkov auf dem Pferd Serko thematisiert, wurde nach dieser spektakulären Reise des Autors von Joël Farges verfilmt.
Jean-Louis Gouraud setzt sich für den Erhalt und die Verbreitung von Berber- und turkmenischen Pferderassen ein und war Ende des 20. Jahrhunderts an der Restaurierungsinitiative zu Gunsten des Pferdefriedhofs der russischen Zaren beteiligt.

## Werke
- Serko, suivi de Riboy et Ganesh, (Editions du Rocher), 2006
- Histoire d’amour (et de chevaux), (Editions du Rocher)
- Célébration du cheval, (Le Cherche-midi), 2005
- L’Asie Centrale, centre du monde du cheval, 2005
- Chevaux, (Editions du Chêne) 2004 (mit Yann Arthus Bertrand)
- Femmes de cheval. Dix ans de relation amoureuse, (Éditions Favre), 2004
- Castiglione, jésuite italien et peintre chinois, (Éditions Favre), 2004
- Picasso et le cheval, (Éditions Favre), 2003
- L’Afrique, par monts et chevaux, 2003
- C’est pas con un cheval, c’est pas con!, (Éditions du Rocher), 2003
- Stubbs, le peintre “très anglais” du cheval, (Éditions Favre), 2002
- Chevaux d’Orient, (Gallimard), 2002
- Svertchkov, le peintre russe du cheval, (Éditions Favre), 2001
- Le cheval est une femme comme une autre, (Éditions Pauvert), 2001
- Éros et Hippos, (Actes Sud), 2001
- Russie, des chevaux, des hommes et des saints, 2001
- Première rencontre: Le Cheval et l’homme face à face: 20 écrivains rêvent…, (Phébus), 2001 (mit anderen Autoren)
- Riboy (Éditions Equilivres), 2001
- Serko (Éditions Favre), 2000
- Ganesh (Éditions Favre), 1999